# Danis Zaripow
Danis Zinnurowicz Zaripow (ros. Данис Зиннурович Зарипов; ur. 26 marca 1981 w Czelabińsku) – rosyjski hokeista narodowości tatarskiej, reprezentant Rosji, olimpijczyk.
Jego brat Marat (ur. 1990) został także hokeistą.

## Kariera
- Mieczeł Czelabińsk (1996-1998)
- Zwiezda Czebarkul (1998)
- Swift Current Broncos (1998-1999)
- Mieczeł Czelabińsk (1999-2001)
- Ak Bars Kazań (2001-2013)
- Mietałłurg Magnitogorsk (2013-2017)
- Ak Bars Kazań (2017, 2017-2022, 2023)

Wychowanek Mieczeła Czelabińsk. Wieloletni zawodnik Ak Barsu Kazań. Od maja 2013 gracz Mietałłurga Magnitogorsk związany dwuletnią umową. Od lipca 2017 ponownie zawodnik AK Barsu. Pod koniec lipca 2017 ogłoszono, że Zaripow został zdyskwalifikowany na dwa lata w okresie do 22 maja 2019 w związku z wykryciem w jego organizmie niedozwolonych substancji dopingujących w trakcie sezonu KHL (2016/2017). Po złożeniu apelacji sankcja została skrócona do sześciu miesięcy, w związku z czym kara została uznana za odbytą pod koniec października 2017 i wówczas Zaripow podpisał dwuletnią umowę z Ak Barsem Kazań. Mając już 40 lat w połowie 2021 przedłużył kontrakt o rok. W sezonie KHL (2022/2023) grał do 21 listopada 2022, po okresie trzech miesięcy wystąpił w spotkaniu 24 lutego 2023, który ogłoszono ostatnim w jego karierze. Sportowa ceremonia jego pożegnania odbyła się w sierpniu 2023.
Uczestniczył w turniejach mistrzostw świata w 2006, 2007, 2008, 2009, 2011, 2014, 2015 oraz zimowych igrzysk olimpijskich 2010.

## Sukcesy

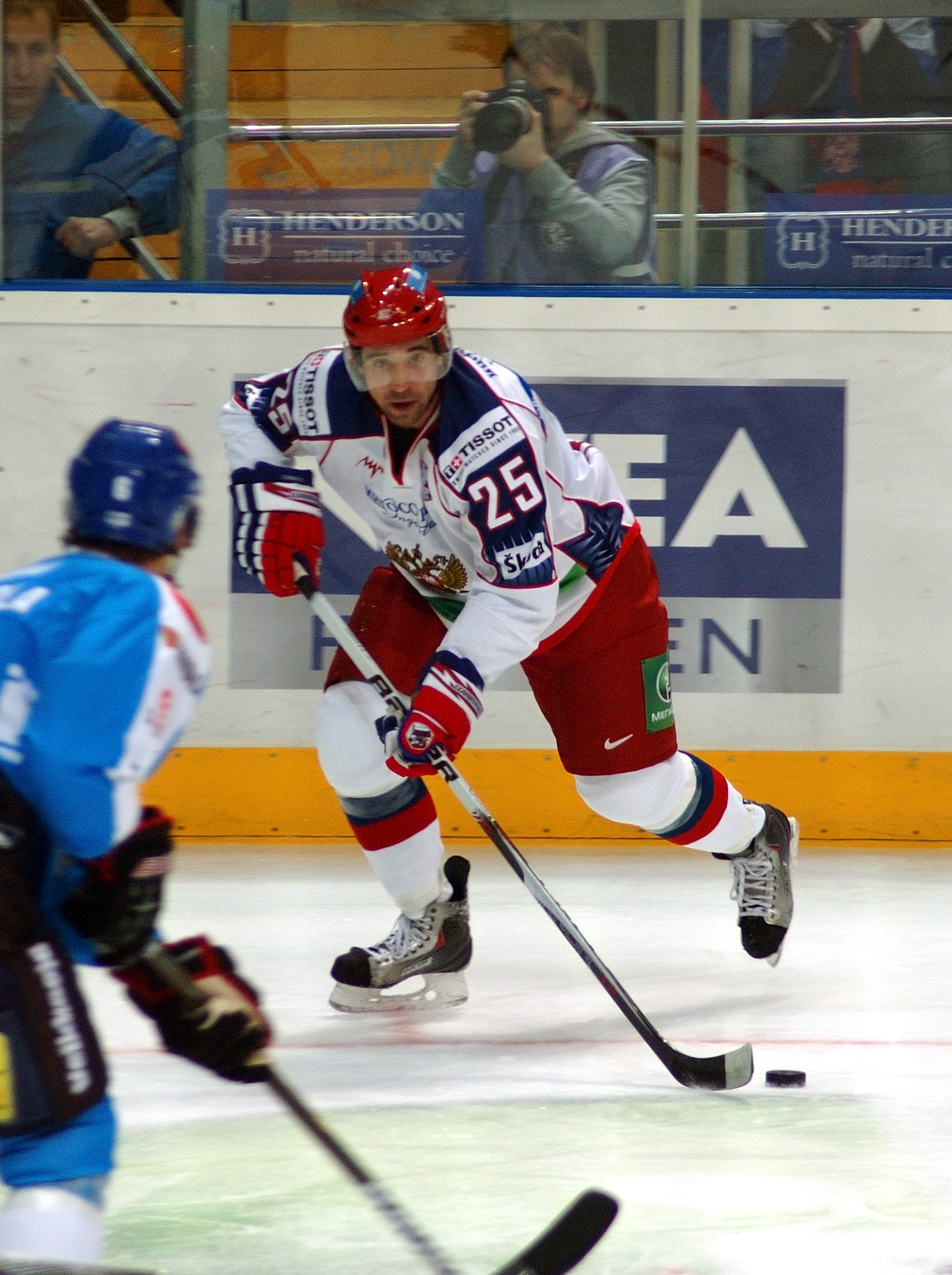
Danis Zaripow w barwach Rosji (2010)

Reprezentacyjne
- Złoty medal mistrzostw świata: 2008, 2009, 2014
- Brązowy medal mistrzostw świata: 2007
- Srebrny medal mistrzostw świata: 2015

Klubowe
- Złoty medal mistrzostw Rosji: 2006, 2009, 2010, 2018 z Ak Barsem Kazań, 2014 z Mietałłurgiem Magnitogorsk
- Puchar Mistrzów 2007 z Ak Barsem Kazań
- Puchar Kontynentalny 2008 z Ak Barsem Kazań
- Puchar Gagarina – mistrzostwo KHL: 2009, 2010, 2018 z Ak Barsem Kazań, 2014, 2016 z Mietałłurgiem Magnitogorsk
- Finał o Puchar Gagarina: 2017 z Mietałłurgiem Magnitogorsk
- Srebrny medal mistrzostw Rosji: 2017 z Mietałłurgiem Magnitogorsk
- Brązowy medal mistrzostw Rosji: 2021 z Ak Barsem Kazań

Indywidualne
- Superliga rosyjska w hokeju na lodzie (2005/2006):
  - Nagroda Najlepsza Trójka dla tercetu najskuteczniejszych strzelców ligi (oraz Aleksiej Morozow i Siergiej Zinowjew) - łącznie 48 goli
- Superliga rosyjska w hokeju na lodzie (2006/2007):
  - Nagroda Najlepsza Trójka dla tercetu najskuteczniejszych strzelców ligi (oraz Aleksiej Morozow i Siergiej Zinowjew) - łącznie 73 gole
  - Nagroda Mistrz Play-off: 17 punktów (10 goli i 7 asyst) w 16 meczach
- Puchar Mistrzów IIHF 2007:
  - Pierwsze miejsce w klasyfikacji +/- turnieju: +7
  - Skład gwiazd turnieju
- Mistrzostwa Świata w Hokeju na Lodzie 2007/Elita:
  - Pierwsze miejsce w klasyfikacji +/- turnieju: +10
  - Drugie miejsce w klasyfikacji asystentów turnieju: 9 asyst
  - Piąte miejsce w klasyfikacji kanadyjskiej turnieju: 12 punktów
- KHL (2008/2009):
  - Najlepszy napastnik miesiąca: grudzień 2008, luty 2009
  - Mecz Gwiazd KHL
  - Drugie miejsce w klasyfikacji strzelców w sezonie zasadniczym: 34 gole
  - Czwarte miejsce w klasyfikacji kanadyjskiej w sezonie zasadniczym: 65 punktów
  - Trzecie miejsce w klasyfikacji zwycięskich goli w sezonie zasadniczym: 8
  - Piąte miejsce w klasyfikacji asystentów w fazie play-off: 10 asyst
  - Piąte miejsce w klasyfikacji kanadyjskiej w fazie play-off: 16 asyst
  - Pierwsze miejsce w klasyfikacji oddanych strzałów na bramkę w fazie play-off: 71
  - Nagroda Najlepsza Trójka dla tercetu najskuteczniejszych strzelców ligi (oraz Aleksiej Morozow i Tony Mårtensson) - łącznie 55 goli
  - Złoty Kij - Najbardziej Wartościowy Gracz (MVP) rundy zasadniczej
  - Nagroda Żelazny Człowiek - najwięcej rozegranych meczów w ostatnich trzech sezonach: 213
  - Złoty Kask (przyznawany sześciu zawodnikom wybranym do składu gwiazd sezonu)
- KHL (2009/2010):
  - Mecz Gwiazd KHL
- KHL (2011/2012):
  - Trzecie miejsce w klasyfikacji strzelców w sezonie zasadniczym: 25 goli
  - Nagroda Sekundy (dla strzelca najpóźniejszego gola w meczu) - w fazie play-off podczas trzeciej dogrywki meczu uzyskał gola w 108. minucie 54. sekundzie spotkania Ak Bars Kazań-Traktor Czelabińsk 22.03.2012
  - Nagroda Najlepsza Trójka dla tercetu najskuteczniejszych strzelców ligi (oraz Aleksiej Morozow i Niko Kapanen)- łącznie 46 gole
- KHL (2013/2014):
  - Najlepszy napastnik miesiąca - październik 2013
  - Mecz Gwiazd KHL[12]
  - Czwarte miejsce w klasyfikacji strzelców w sezonie zasadniczym: 25 goli
  - Drugie miejsce w klasyfikacji asystentów w sezonie zasadniczym: 39 asyst
  - Trzecie miejsce w klasyfikacji kanadyjskiej w sezonie zasadniczym: 64 punkty
  - Trzecie miejsce w klasyfikacji +/- w sezonie zasadniczym: +42
  - Trzecie miejsce w klasyfikacji strzelców w fazie play-off: 11 goli
  - Trzecie miejsce w klasyfikacji asystentów w fazie play-off: 15 asyst
  - Drugie miejsce w klasyfikacji kanadyjskiej w fazie play-off: 26 punktów
  - Drugie miejsce w klasyfikacji strzelców zwycięskich goli meczowych w fazie play-off: 4 gole
  - Trzecie miejsce w klasyfikacji +/- w fazie play-off: +12
  - Nagroda Najlepsza Trójka dla tercetu najskuteczniejszych strzelców ligi (oraz Siergiej Moziakin i Jan Kovář) - łącznie 71 goli
  - Złoty Kask (przyznawany sześciu zawodnikom wybranym do składu gwiazd sezonu)
- Mistrzostwa Świata w Hokeju na Lodzie 2014/Elita:
  - Pierwsze miejsce w klasyfikacji asystentów turnieju: 10 asyst
  - Drugie miejsce w klasyfikacji kanadyjskiej turnieju: 13 punktów
- KHL (2014/2015):
  - Mecz Gwiazd KHL i wybrany kapitanem drużyny Wschodu[13][14][15][16]
  - Czwarte miejsce w klasyfikacji asystentów w sezonie zasadniczym: 40 asyst
  - Trzecie miejsce w punktacji kanadyjskiej w sezonie zasadniczym: 64 punkty
- KHL (2015/2016):
  - Najlepszy napastnik miesiąca: grudzień 2015[17]
  - Pierwsze miejsce w klasyfikacji zwycięskich goli w sezonie zasadniczym: 8 goli
  - Czwarte miejsce w klasyfikacji +/- w fazie play-off: +12
  - Nagroda Żelazny Człowiek - najwięcej rozegranych meczów w ostatnich trzech sezonach: 227[18]
- KHL (2016/2017):
  - Najlepszy napastnik - półfinały konferencji[19]
  - Najlepszy napastnik miesiąca - marzec 2017[20]
  - Pierwsze miejsce w klasyfikacji strzelców w fazie play-off: 15 goli
  - Pierwsze miejsce w klasyfikacji strzelców zwycięskim goli meczowych w fazie play-off: 3 gole
  - Czwarte miejsce w klasyfikacji kanadyjskiej w fazie play-off: 22 punkty
  - Czwarte miejsce w klasyfikacji +/- w fazie play-off: +12

Wyróżnienia
- Zasłużony Mistrz Sportu Rosji w hokeju na lodzie: 2009
- Nagroda specjalna „Fonbet Złota Drużyna” – przyznana trenerowi i sześciu zawodnikom wybranym do składu gwiazd na 15-lecie rozgrywek KHL: 2023[21]

Odznaczenia
- Medal Orderu „Za zasługi dla Ojczyzny” II stopnia: 2009[22]
- Order Honoru (2014)[23]